# Francesco Spinola
Francesco Spinola fou un almirall genovès del segle xv.
Castla de Recco, en 1431, durant les guerres de Llombardia fou derrotat pels venecians i revoltats genovesos, a la batalla de Capo di Monte i va haver de lliurar el castell a Antonio del Fiesco. El 1435 fou enviat a Gaeta per Felip Maria Visconti per evitar la seva conquesta per Alfons el Magnànim durant la conquesta del Regne de Nàpols, i poc més tard participà en la batalla naval de Ponça. Encapçalà la revolta genovesa que va alliberar la ciutat del domini del senyor de Milà, Felip Maria Visconti.